# Регистарске ознаке у Републици Српској (1992—1998)
Регистарске ознаке у Републици Српској су регистарске ознаке које су се користиле од 1992. до 1998. (у рату у БиХ) у територијама под контролом ВРС (послије Дејтонског споразума у РС).
 Таблице су се састојале од два слова која су означавала град, српски грб са 4 слова С (осим у војним возилима, гдје се стављала тробојка: црвена, плава и бијела) и одређен број цифара подијељен на два дијела између којих је стајала цртица.
Постојала су два типа војних регистарских таблица: "ВСР" и "ВСР БиХ". Полицијска возила су имала плаве регистарске таблице са почетним словом "П".

## Ознаке градова
- ДВ = Дрвар
- ВГ = Вишеград
- ПД = Приједор
- БЛ = Бања Лука
- МГ = Мркоњић Град
- ДО = Добој
- МД = Модрича
- БЧ = Брчко
- БН = Бијељина
- ЗВ = Зворник
- СС = Српско Сарајево (Источно Сарајево)
- СЊ = Србиње (Фоча)
- НЊ = Невесиње
- ТБ = Требиње